# Bouzy-la-Forêt
Bouzy-la-Forêt település Franciaországban, Loiret megyében. Lakosainak száma 1231 fő (2022. január 1.). Bouzy-la-Forêt Châtenoy, Saint-Martin-d’Abbat, Vieilles-Maisons-sur-Joudry és Bray-Saint-Aignan községekkel határos.

## Népesség
A település népességének változása:
| Lakosok száma | 525  | 719  | 766  | 1117 | 1235 | 1232 | 1221 | 1218 | 1216 | 1231 |
|               | 1968 | 1982 | 1990 | 2006 | 2013 | 2015 | 2017 | 2019 | 2020 | 2022 |